# Château de Grugnac
Le château de Grugnac est un château situé à Sousceyrac, en France.

## Localisation

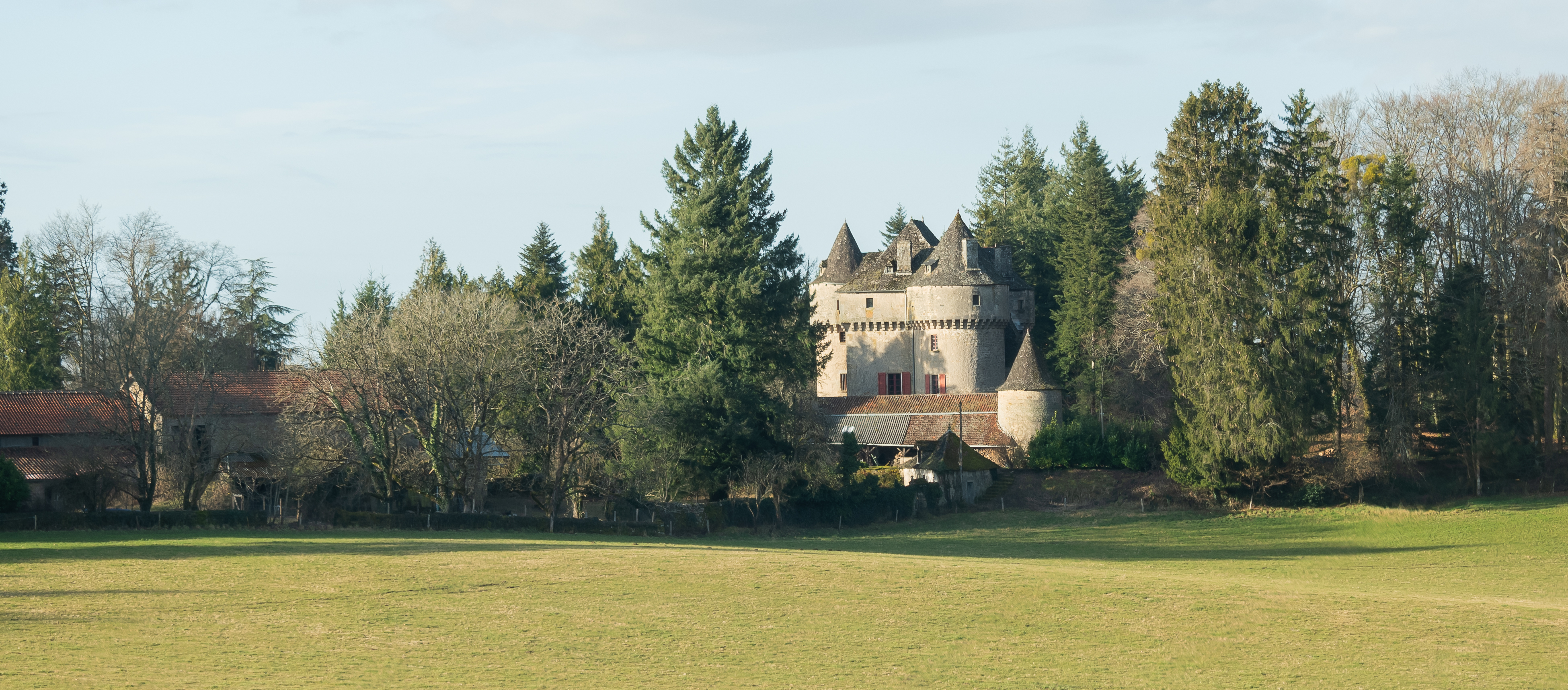
Vue générale du château de Grugnac.

Le château est situé au lieu-dit Grugnac, sur le territoire de la commune de Sousceyrac, dans le département français du Lot.

## Historique
D'après le châtelain Jacques de Verdale, il existait une petite chapelle au XIIe siècle sur l'emplacement du château. Le fief de Grugnac est mentionné en 1334 dans un hommage rendu au vicomte de Turenne par Bertrand de Narbonnès. Le fief est encore cité en 1441 dans une reconnaissance féodale faite par Eustache de Narbonnès, seigneur de Puylaunès, à un tenancier qui doit s'acquitter d'un cens. Les Narbonnès ont l'entière justice sur le fief.
Jean de Narbonnès, seigneur de Puylaunès, vend le fief de Grugnac avec la justice à Pierre Massip (ou Macip), notaire à Sousceyrac, en 1593 pour 800 livres. En 1597 il rend hommage au vicomte de Turenne  pour le « fieuf noble du villaige de Grunhac » et toutes ses justices.
La première mention dans les textes d'une « maison noble » à Grugnac n'apparaît qu'à partir de l'hommage fait au vicomte de Turenne en 1643 par Amalric de Massip, qualifié de seigneur de Grugnac et de La Boisse. Joseph de Massip afferme le domaine de Grugnac aux Scribe, famille de Sousceyrac.
François Lauricesque, héritier d'Amalric de Massip, vend le fief en 1659 avec le château à Durand Scribe (vers 1615-vers 1672), bourgeois de Sousceyrac. Durand Scribe, fils de Pierre Scribe, s'est marié avec Marguerite de Massip, parente des anciens seigneurs. Jean Louis Scribe, seigneur de Grugnac et de Combal, habite le château en 1671.
En 1790, la propriété et le château sont passés par héritage à Louis de Verdal de Lestang (ou de Grugnac) (1715-1812), petit-fils de Jean Louis Scribe, capitaine dans le régiment de Penthièvre, infanterie qui a émigré avant de revenir en France,.
Le château a été pillé à la Révolution dans le cadre d’une révolte paysanne chronique en France après 1789, faite de « guerre au châteaux » et de mouvements pour les subsistances.
L'édifice est inscrit au titre des monuments historiques le 30 mai 1989.

## Description
Ce château est rectangulaire et fortifié par trois tours rondes.
L'édifice est couvert par un toit en lauze. Un escalier monumental orne l'entrée du bâtiment.